# Abreu (República Dominicana)
Abreu es un distrito municipal del municipio Cabrera en la provincia María Trinidad Sánchez, República Dominicana.  Está ubicada a lo largo de la Autopista 5, entre Cabrera y Río San Juan.  Se destaca por su proximidad a Playa Grande y a la laguna Dudú.  Uno de sus puntos más sobresalientes es la reserva natural Cabo Francés Viejo, conocida por sus llamativos acantilados.  Esta reserva está atravesada por la Cordillera septentrional, donde se encuentra la Cueva Elizabeth, que se destaca por sus reliquias indígenas.
Abreu cuenta con un liceo y una escuela básica, un centro turístico, el parque nacional Cabo Frances Viejo,y playas: Patroyán y la de dicho centro turístico.  También se encuentran iglesias católica, adventista y evangélica.

## Economía y población
El tamaño de Abreu varía, según cómo se definan sus límites.  Como sección, la definición más amplia, Abreu cuenta con 36 parajes, o pobladitos, llegando hasta 10 000 personas.  Esta definición incluye, entre otros, los pueblos vecinos La Catalina y El Bretón.  Una definición más limitada sitúa la población en aproximadamente 2500 personas.
En lo que a la economía se refiere, las fuentes principales de ingresos en Abreu son la ganadería, la agricultura y el turismo.  En el pasado, la pesca formaba una parte más significativa de la economía.  Con respecto a la agricultura, los cultivos más comunes son la yuca, el maíz, el guineo y el plátano.  Los cultivos en gran escala se mandan a los supercolmados (bodegas) locales y a los supermercados en las ciudades de la provincia, como Nagua.  En cuanto a la ganadería, la mayor parte se manda a Santiago y Santo Domingo.
Además de sus residentes dominicanos, en Abreu se encuentra a haitianos, estadounidenses, alemanes, argentinos, ingleses y españoles.  El pueblo ha tenido voluntarios del Cuerpo de Paz en varias ocasiones: en los años 80, de 2009 a 2011, y de 2011 hasta la actualidad.